# Trietylenotetraamina
Trietylenotetraamina – organiczny związek chemiczny z grupy poliamin. Jest to oleista, bezbarwna cieczą, ale jak wiele amin, może mieć barwę żółtą z powodu zanieczyszczeń będących produktami jej utleniania. Jest rozpuszczalna w rozpuszczalnikach polarnych i cechuje się reaktywnością typową dla amin.
Trietylenotetraamina jest otrzymywana z etylenodiaminy lub etanoloaminy i amoniaku.

## Zastosowanie
Zastosowanie TETA wynika z jej reaktywności i obecności czterech grup aminowych. Przede wszystkim stosuje się ją jako czynnik sieciujący żywice epoksydowe. Chlorowodorek TETA jest czynnikiem chelatującym, którego używa się do wiązania i usuwania miedzi z organizmu w leczeniu choroby Wilsona, szczególnie w przypadkach, gdy nie można zastosować penicylaminy.
W chemii koordynacyjnej ligand TETA oznacza się skrótem „trien”.